# أليبيوس الطاغاسطي
القديس أليبيوس الطاغاستي نسبة إلى طاغاست (فيما يعرف الآن بسوق أهراس بالجزائر) أسقف للمدينة النوميدية في 394. كان له أيضا الفضل في بناء الدير الأول في أفريقيا. كان صديقا للقديس أوغسطينوس مدى حياتهما. انتمى إلى أسرة أريستروقراتية و أمضي بداية حياته كقاض في روما. ويأتي معظم ما هو معروف عنه من اعترافات أوغسطينوس.

## تاريخ
ولد سوى بضع سنوات بعد أوغسطين من أسرة غنية، وكان من المقربين لأوغسطين في طاغاست، في 384، يرافق أليبيوس أوغسطين إلى ميلانو، ليشهد تحول كبيراً، حيث قرر أن يتفرغ للعبادة والزهد، وفي العام التالي، عاد أليبيوس مع أوغسطين إلى أفريقيا طاغاست، حيث ساعد على تأسيس أول دير في شمال أفريقيا، وبعد سنوات قليلة، في عام 395، أصبح أليبيوس أسقف طاغاست، مسقط رأسه.

## ملحقات و مراجع
1. ↑  موقع نومينيس: nominis.cef.fr نسخة محفوظة 31 يوليو 2017 على موقع واي باك مشين.

## وصلات خارجية
- رواية آني واب: أليبيوس الطاغاستي